# Memoriał (sport)
Memoriał sportowy – zawody sportowe organizowane dla uczczenia pamięci zmarłego sportowca lub osoby związanej ze sportem.
Bilard
- Memoriał Stanisława Legierskiego w Mikołowie

Boks
- Memoriał Antoniego Wieczorka w Elblągu
- Memoriał Bronisława Kubickiego w Ostrowcu
- Memoriale Jerzego Suchodoła w Zamościu
- Memoriał Stanisława Dragana w Nowej Hucie
- Memoriał Stanisława Zalewskiego w Lublinie
- Memoriał Tadeusza Kiedrowskiego w Chojnicach
- Memoriał Zygmunta Krygiera w Toruniu
- Turniej im. Feliksa Stamma w Warszawie

Hokej na lodzie
- Memoriał Jana Marka w Pradze
- Memeriał Pavla Zabojnika[2] w Zwoleniu

Hokej na rolkach
- Memoriał Adama Janczewskiego[3] w Brwinowie

Kolarstwo
- Memoriał Bercika / Memoriał Huberta Manteuffela w Markach
- Memoriał Andrzeja Imosy w Busko-Zdroju
- Memoriał Henryka Łasaka wokół Suchej Beskidzkiej
- Memoriał Jerzego Zawadzkiego w Szklarskiej Porębie
- Memoriał Jerzego Żwirki w Kętrzynie
- Memoriał Romana Ręgorowicza w Sobótce
- Memoriał Bogusława Skoczenia[4] w Wysokiem Mazowieckiem
- Memoriał Joachima Halupczoka[5] wokół Jeziora Turawskiego
- Memoriał Andrzeja Trochanowskiego w rejonie Płońska
- Memorial Marco Pantaniego w rejonie Emilia-Romania
- Memoriał Pawła Sosika w Świebodzicach
- Memoriał Eugieniusza Gryndy w Grudziądzu
- Jednoetapowy Memoriał Janusza Dzięcioła w Grudziądzu

Koszykówka
- Memoriał Andrzeja Dobrowolskiego w Olsztynie
- Memoriał Jacka Ponickiego w Poznaniu
- Memoriał Wacława Draba w Poznaniu
- Memoriał Michała Chasia Zańczuka w Koszalinie
- Memoriał Krystiana Michalskiego i Szymona Łysika w Tarnowskich Górach

Judo
- Memoriał Józefa Matrackiego w Olsztynie
- Memoriał Macieja Nawrockiego w Rzeszowie
- Memoriał Jigoro Kano[6] w Poznaniu
- Memoriał Zdenka Navratila[7] w Hranicach

Jeździectwo
- Memoriał Władysława Tomaszewskiego w Łącku

Klasyczna wspinaczka zimowa
- Memoriał Bartka Olszańskiego na górze Wdżar Snozka w pobliżu wsi Kluszkowce pod Nowym Targiem

Alpinizm
- Memoriał Piotra Morawskiego[8]

Lekkoatletyka
- Memoriał Evžena Rošickiego w Pradze
- Memoriał Braci Znamieńskich w Rosji
- Memoriał Bronisława Malinowskiego w Grudziądzu
- Memoriał Janusza Kusocińskiego Warszawie
- Memoriał Janusza Sidły w Sopocie
- Memoriał Józefa Żylewicza w Sopocie
- Memoriał Michała Barty w Kołobrzegu
- Memoriał Primo Nebiolo w Turynie
- Memoriał Kamili Skolimowskiej w Warszawie
- Memoriał Winanda Osińskiego w Szczecinku
- Memoriał Josefa Odložila w Pradze
- Memoriał Borisa Hanžekovicia w Zagrzebiu
- Memoriał Peppe Greco w Scicli
- Memoriał Mario Albisettiego w Lugano
- Memoriał Władysława Lisieckiego[9] w Zgierzu
- Memoriał Władysława Komara i Tadeusza Ślusarskiego[10] w Międzyzdrojach
- Memoriał Ireny Szewińskiej w Bydgoszczy

Łyżwiarstwo figurowe
- Memoriał Karla Schäfera w Wiedniu

Modelarstwo lotnicze
- Memoriał Jana Jóźwiaka w Warszawie

Narciarstwo
- Memoriał Bronisława Czecha i Heleny Marusarzówny w Zakopanem
- Memoriał Waldemara Siemaszki w Karpaczu
- Memoriał Olimpijczyków w Szczyrku
- Memoriał Leopolda i Władysława Tajnerów w Goleszowie
- Memoriał Zdzisława Hryniewieckiego w Wiśle
- Memoriał Marka Gawłowskiego[11] w Wiśle
- Memoriał Jiriego Raszki we Frensztacie
- Memoriał Ludwika Fischera w Zakopanem
- Memoriał Marii Kaczyńskiej w Rabce-Zdroju[12]
- Memoriał Jerzego NIKO130 Dzięcielaka w Boguszowie-Gorcach
- Memoriał Kornela Makuszyńskiego zwany także Memoriałem Koziołka Matołka

Narciarstwo wysokogórskie
- Memoriał Piotra Malinowskiego[13] w Tatrach
- Memoriał Jana Strzeleckiego w Tatrach

Piłka nożna
- Memoriał Benedykta Gaca w Iławie
- Memoriał Dariusza Kwieka w Lublinie
- Memoriał Piłkarski Janusza Kuliga w Łapanowie
- Memoriał Walerego Łobanowskiego w Kijowie
- Memoriał Wiktora Bannikowa na Ukrainie
- Memoriał Generała Stanisława Maczka Drużyn Harcerskich w Warszawie
- Memoriał Jana Basinskiego[14] w Częstochowie
- Memoriał Marcina Rzeszotka[15] w Otwocku
- Memoriał Mariana Paska[16] w Koninie
- Memoriał Olka Ruminkiewicza[17] w Koninie
- Memoriał Waldemara Batorskiego[18] w Kobylanach
- Memoriał Andrzeja Kamińskiego[19] w Istebnej
- Memoriał Kazimierza Górskiego[20] w Dzierżoniowie
- Memeriał Sławomira Harafa[21] w Dzierżoniowie
- Memoriał Władysława Kramczyka[22] w Białobrzegach
- Memoriał Władysława Czekanowskiego[23] w Tarnowie

Piłka nożna halowa
- Memoriał Jacka Tomosza[24] w Kaczycach
- Memoriał Mariana Górskiego[25] we Włoszowej
- Memoriał Sebastiana Malinowskiego w Rutkach Kossakach

Piłka ręczna
- Memoriał Henryka Kruglińskiego w Lublinie
- Memoriał Jacka Zglinickiego w Warszawie
- Memoriał Ryszarda Matuszaka[26] w Głogowie

Piłka siatkowa
- Memoriał Arkadiusza Gołasia w Murowanej Goślinie / Częstochowie
- Memoriał Huberta Wagnera w Olsztynie oraz w Iławie, Ostródzie i Elblągu
- Memoriał Tragicznie Zmarłych Siatkarzy Avii w Świdniku
- Memoriał Władimira Sawina w ZSRR (różne miasta)
- Memoriał Zygmunta Krausa w Bielsku – Białej
- Memoriał Sławomira Wedera w Bydgoszczy
- Memoriał Zdzisława Ambroziaka w Warszawie
- Memoriał prof. Wiktora Wawrzyczka w Iławie
- Memoriał Agaty Mróz-Olszewskiej w Katowicach
- Memoriał Krzysztofa Turka w Katowicach

pływanie
- Memoriał Henryka Kossakowskiego w Lunlinie
- Memoriał Marka Petrusewicza we Wrocławiu
- Memoriał Tadeusza Sławeckiego w Łodzi
- Memoriał Zawora w Zgierzu

Podnoszenie ciężarów
- Memoriał Jacka Gutowskiego w Warszawie
- Memoriał Ryszarda Baury w Ostrowie Wielkopolskim
- Memoriał Ryszarda Rysztowskiego w Bartoszycach

Rajdy samochodowe
- Memoriał Janusza Kuliga i Mariana Bublewicza w Wieliczce

Strongman
- Memoriał im. Tomasza Lecha w Grudziądzu[27]

Szachy
- Memoriał Akiby Rubinsteina w Polanicy-Zdroju
- Memoriał Borislava Kosticia w Serbii
- Memoriał Carlosa Torre Repetto w Meridzie
- Memoriał Czesława Błaszczaka we Wrocławiu
- Memoriał Howarda Stauntona w Anglii
- Memoriał Jose Raula Capablanki na Kubie
- Memoriał Józefa Dominika w Dobczycach
- Memoriał Józefa Kochana w Koszalinie
- Memoriał Milana Vidmara w Słowenii
- Memoriał Tadeusza Gniota w Policach, wcześniej w Szczecinie
- Memoriał im. Vasji Pirca w Słowenii
- Memoriał Tadeusza Przybyły[28] w Wiśle
- Memoriał Adolfa Anderssena we Wrocławiu
- Memoriał Michaiła Tala w Moskwie
- Memoriał György Marxa w Paks
- Memoriał Stanisława Gawlikowskiego w Warszawie
- Memoriał Maxa Euwego w Rotterdamie i Amsterdamie
- Memoriał Lajosa Asztalosa na Węgrzech (różne miasta)

Szybownictwo
- Memoriał Piotra Sikorskiego[29] w Rudnikach

Tenis stołowy
- Memoriał Andrzeja Grubby[30] w Spocie
- Memoriał Jana Pomećko[31] w Hażlachu

Zapasy
- Memoriał Władysława Pytlasińskiego

Żużel
- Kryterium Asów Polskich Lig Żużlowych im. Mieczysława Połukarda w Bydgoszczy
- Memoriał Alfreda Smoczyka w Lesznie
- Memoriał Edwarda Jancarza w Gorzowie Wielkopolskim
- Memoriał Eugeniusza Nazimka w Rzeszowie
- Memoriał Jana Ciszewskiego
- Memoriał Ryszarda Nieścieruka
- Memoriał Rifa Saitgariejewa w Ostrowie Wielkopolskim.
- Memoriał Zbigniewa Raniszewskiego w Bydgoszczy i Olsztynie
- Memoriał im. Bronisława Idzikowskiego i Marka Czernego w Częstochowie
- Memoriał im. Łukasza Romanka w Rybniku
- Turniej o Złoty Kask im. Jerzego Szczakiela
- Indywidualne międzynarodowe mistrzostwa Ekstraligi im. Zenona Plecha